# Stazione di Rivisondoli-Pescocostanzo
La stazione di Rivisondoli-Pescocostanzo è una fermata ferroviaria, posta sulla linea Sulmona-Isernia, a servizio dei comuni di Rivisondoli e Pescocostanzo.
Situata ad un'altitudine di 1268,82 m s.l.m., è la seconda stazione a scartamento ordinario più alta della rete ferroviaria italiana, preceduta soltanto da quella del Brennero (1371 m s.l.m.), e la terza d'Italia se, invece, si considerano anche le ferrovie a scartamento ridotto.

## Storia

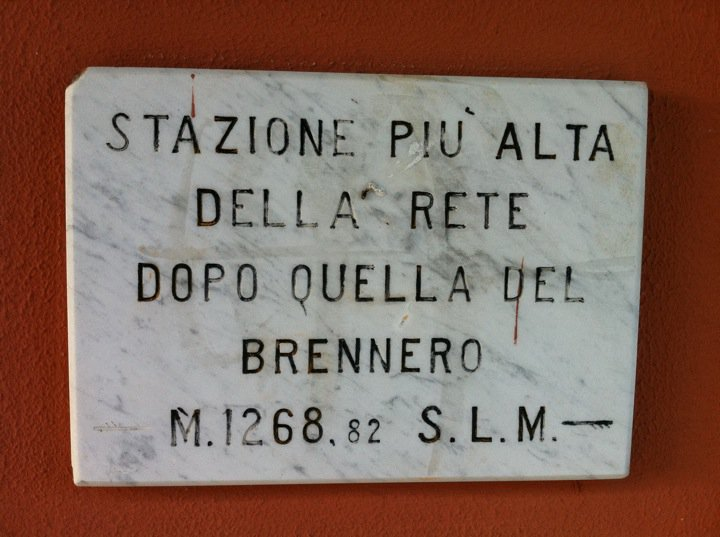
La tabella indicativa della quota altimetrica della stazione

La stazione di Rivisondoli-Pescocostanzo entrò in servizio il 18 settembre 1897, con l'apertura della tratta Cansano-Isernia.
Durante la seconda guerra mondiale la stazione fu gravemente danneggiata dagli eventi bellici; in particolare venne distrutto il fabbricato viaggiatori, sostituito da una nuova struttura al termine del conflitto. L'esercizio ferroviario riprese il 10 dicembre 1947.
Nel 1968 è stata utilizzata come location del film Straziami ma di baci saziami, per ricreare la stazione ferroviaria del paesino immaginario di Sacrofante Marche.
Il 1º febbraio 1993 la stazione di Rivisondoli-Pescocostanzo venne trasformata in fermata impresenziata.

## Strutture e impianti
La fermata, a binario unico, è dotata di un fabbricato viaggiatori e di un magazzino merci. Il fabbricato viaggiatori ospita i servizi per i viaggiatori quali la sala d'attesa. In passato oltre al binario 2 rimasto (è il binario di corretto tracciato) vi erano il binario 1 che costituiva il binario di precedenza e un binario tronco che serviva lo scalo merci.
La fermata è gestita da Rete Ferroviaria Italiana, che la colloca nella categoria "Bronze".

## Movimento
Al 2007, l'impianto risultava frequentato da un traffico giornaliero medio di 4 persone.
Con il cambio di orario dell'11 dicembre 2011 il servizio ordinario sulla tratta Sulmona-Castel di Sangro venne sospeso; pertanto da tale data la fermata di Rivisondoli-Pescocostanzo non è più servita da alcun treno che effettua il servizio viaggiatori.
Dal 17 maggio 2014 la fermata è servita occasionalmente da treni turistici organizzati da Fondazione FS Italiane e dall'associazione Le Rotaie.

## Servizi
- Sala d'attesa